# Juraj Dalmatinac
Juraj Dalmatinac, także jako Giorgio da Sebenico, Giorgio Orsini – rzeźbiarz i architekt pochodzący z Dalmacji tworzący w okresach gotyku oraz renesansu. Jego dzieła można znaleźć w Wenecji, Ankonie, Szybeniku oraz Splicie.

## Życiorys

### Początki twórczości
Urodzony w Zadarze w rodzie Orsinich, w młodym wieku wyemigrował do Wenecji. Tam ożenił się z Elisabettą, córką włoskiego cieśli. W Wenecji prawdopodobnie był uczniem bądź współpracownikiem Giovanniego i Bartolomeo Bonów. Z tego okresu Dr. Anne Markham Schultz przypisuje mu wykonanie reliefu na lunecie przed głównym portalem wejściowym do Scuola di San Marco w Wenecji przedstawiającego św. Marka na tronie pomiędzy członkami bractwa religijnego. Przypisuje się mu także wykonanie elementów Porta della Carta w Pałacu Dożów.

### Budowa katedry w Szybeniku
W roku 1441 podpisał kontrakt na wybudowanie Katedry świętego Jakuba w Szybeniku, którą budował do swojej śmierci. W budowie katedry zastosował nowatorskie na tamte czasy rozwiązania kamieniarskie, dzięki czemu możliwe było postawienie budowli bez użycia zaprawy murarskiej.
W czasie prac nad katedrą znalazł czas na tworzenie innych dzieł. W 1448 r. wykonał kamienny ołtarz dla katedry w Splicie ze sceną przedstawiającą biczowanie Chrystusa. W Ankonie zaprojektował oraz wykonał fasadę budynku Loggia dei Mercanti oraz portal wejściowy do kościoła San Francesco alle Scale. Jako urbanista zaprojektował miasto Pag. Pracował także przy odbudowie Pałacu Rektorów w Dubrowniku oraz wykonał ołtarz św. Rainera dla nieistniejącego już kościoła św. Eufemii w Splicie,
Pod jego okiem pracowali: Niccolò di Giovanni Fiorentino oraz Andrea Alessi.

## Galeria

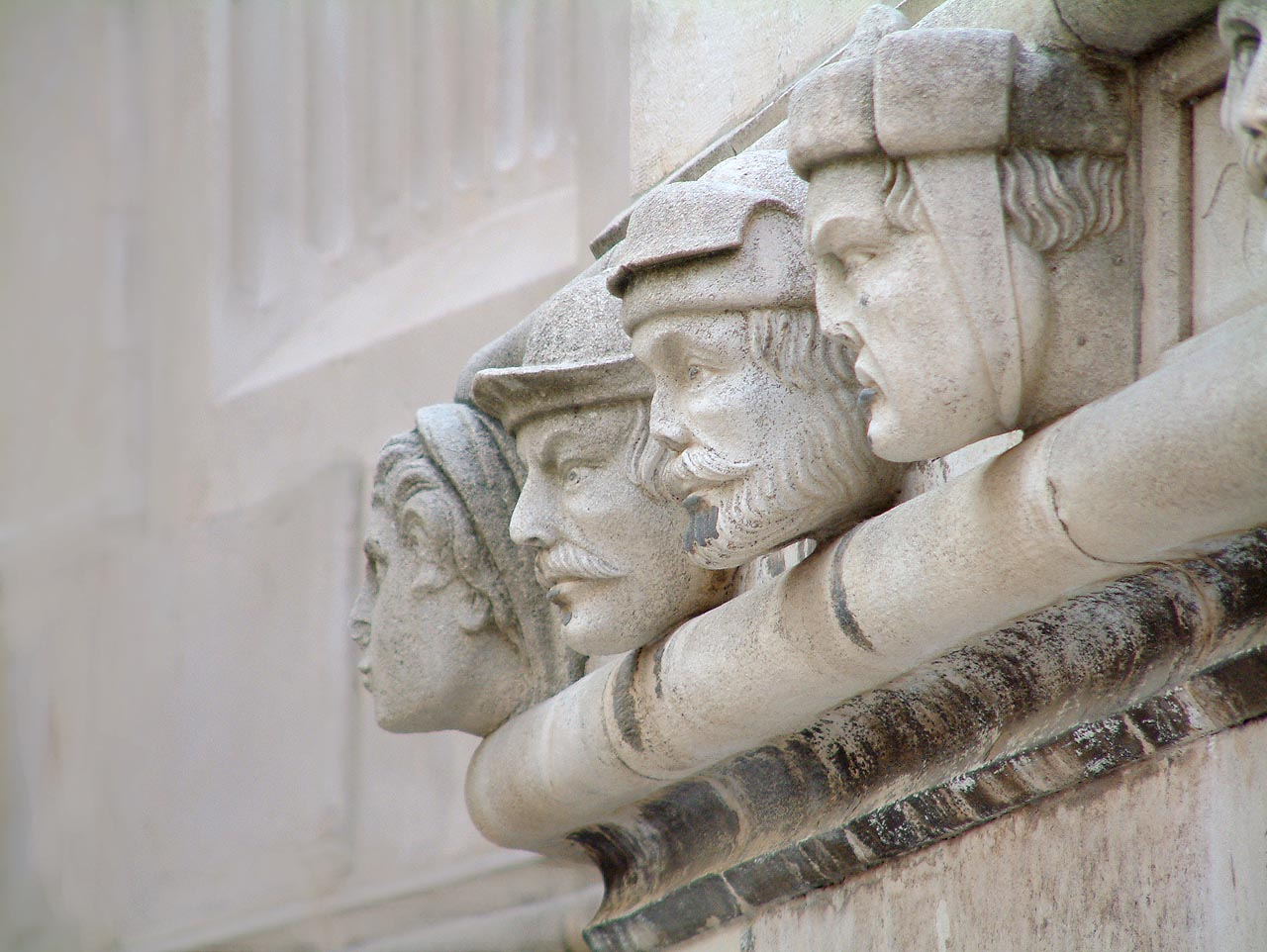
Głowy na ścianach katedry - dzieło Juraja
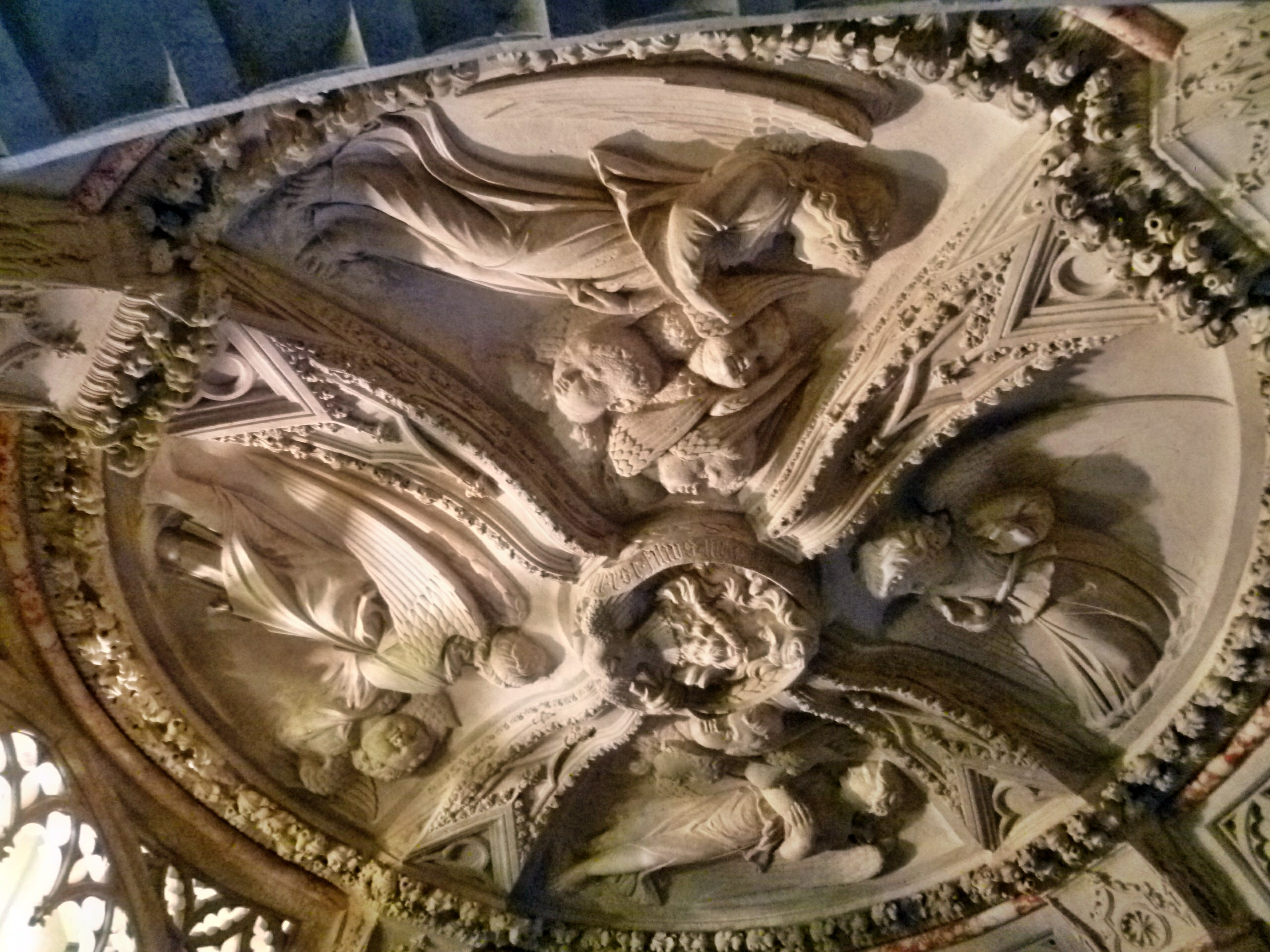
Płaskorzeźba w baptysterium - dzieło artysty
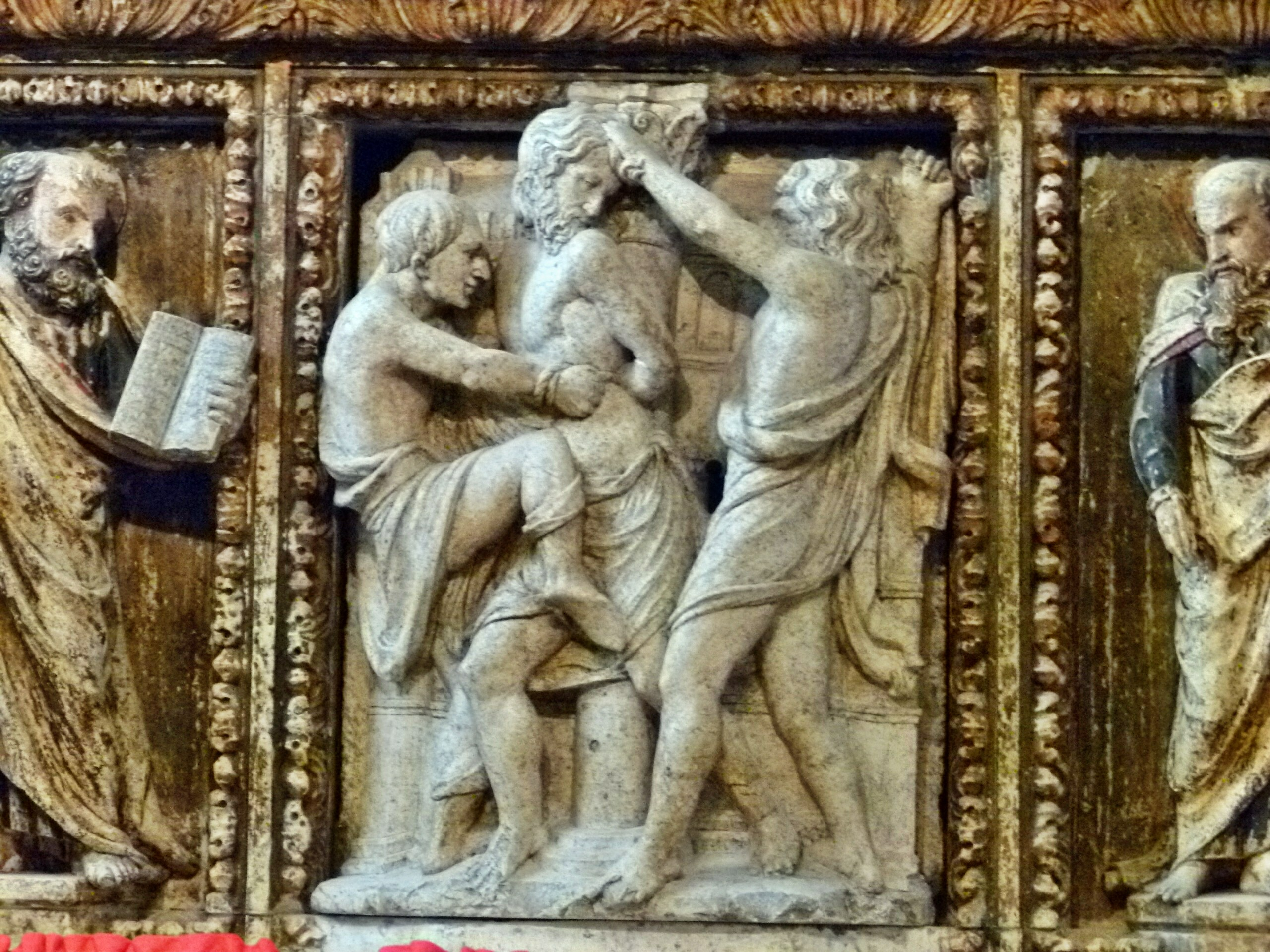
Biczowanie Chrystusa - Płaskorzeźba z ołtarza Katedry w Splicie
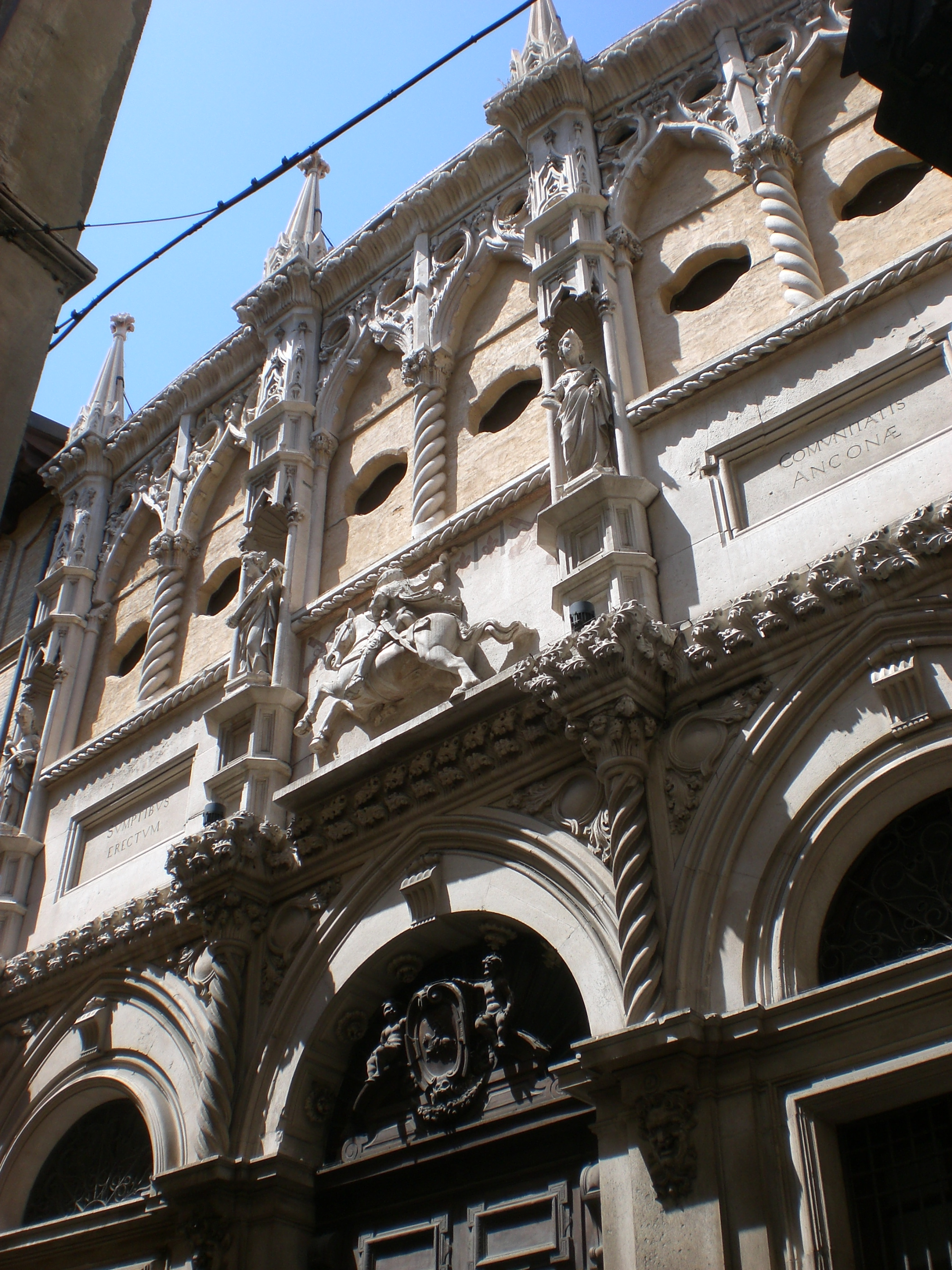
Loggia dei Mercanti w Ankonie
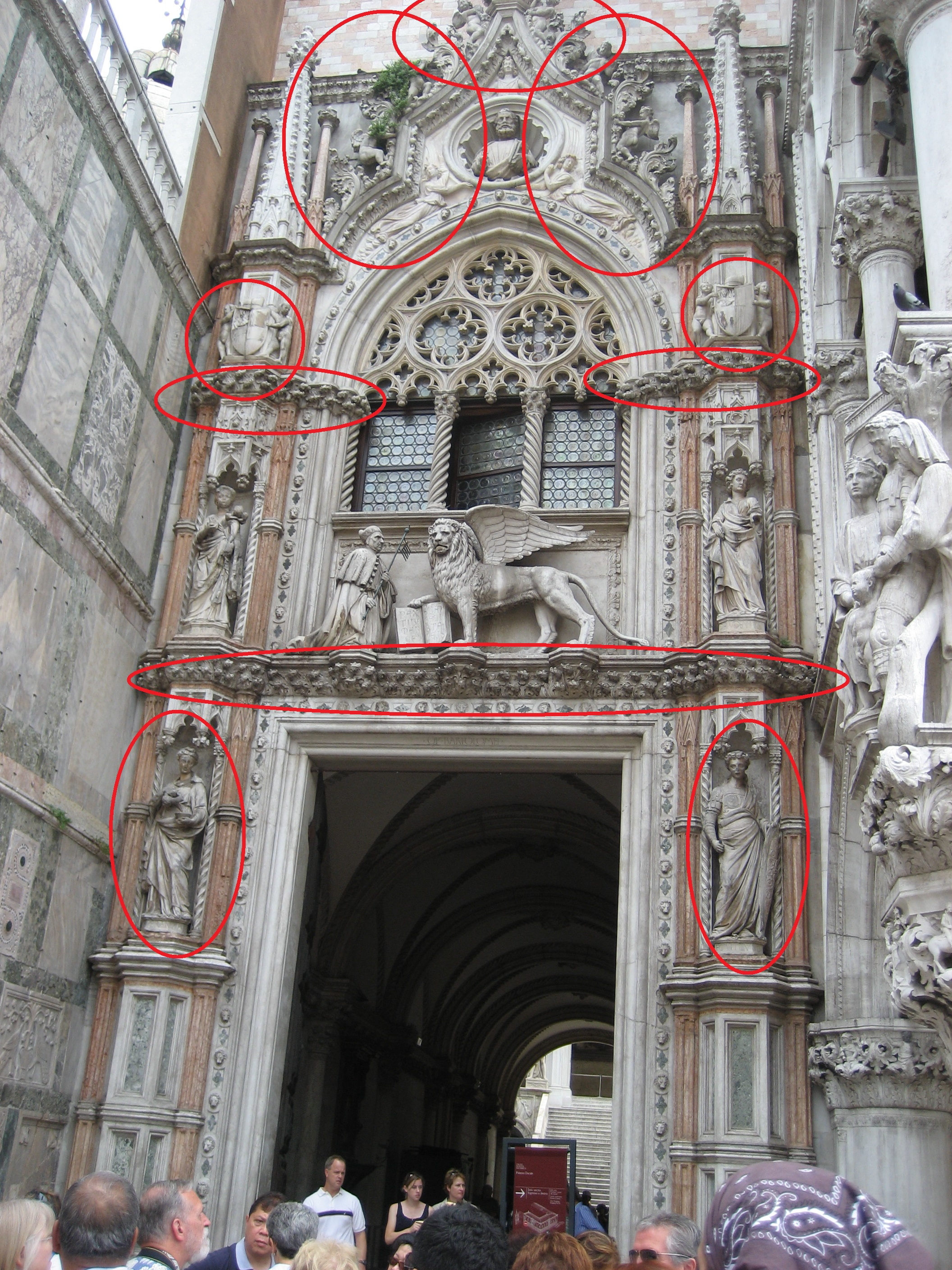
Porta della Carta z zaznaczonymi elementami przypisywanymi Jurajowi Dalmatinacowi